# Беласица (футбольный клуб, Петрич)
«Беласица» (болг. ПФК Беласица Петрич) — болгарский футбольный клуб из города Петрич. Команда основана в 1923 году, играет на стадионе Царь Самуил

## История
ПФК Беласица Петрич был создан в 1923, как ФК «Мануш Войвода». После 1957 года клуб был переименован в ДВС «Беласица», как объединение клубов «Строитель», «Червено знамя», «Торпедо» и «Спартак» из города Петрич. Лучшим для клуба оказался сезон 2005/06, когда команда заняла 6 место в Чемпионате Болгарии по футболу. Всего команда сыграла 9 сезонов в высшем дивизионе и 24 во втором.

## Достижения
- Полуфиналист Кубка Болгарии по футболу 1981
- 6 место в Чемпионате Болгарии по футболу 05/06